# Trentepohlia bicinctatra
Trentepohlia bicinctatra är en tvåvingeart som beskrevs av Alexander 1953. Trentepohlia bicinctatra ingår i släktet Trentepohlia och familjen småharkrankar.
Artens utbredningsområde är Madagaskar. Inga underarter finns listade i Catalogue of Life.